# Ectatina irrorata
Ectatina irrorata är en skalbaggsart som beskrevs av Charles Joseph Gahan 1907. Ectatina irrorata ingår i släktet Ectatina och familjen långhorningar. Inga underarter finns listade i Catalogue of Life.